# Knâz Suvorov
La Knâz Suvorov o Knyaz Suvorov (in russo Князь Суворов?) fu una nave da battaglia di tipo pre-Dreadnought della Voenno Morskoj Flot Rossijskoj Imperii, appartenente alla classe Borodino. L'unica azione bellica a cui prese parte fu la battaglia di Tsushima, in cui era la nave ammiraglia del comandante della flotta russa, l'ammiraglio Zinovij Petrovič Rožestvenskij. Il nome della nave significava Principe Suvorov, ed era un omaggio a Aleksandr Vasil'evič Suvorov, principe d'Italia.

## Storia
La Knâz Suvorov ebbe una breve esistenza operativa, servendo per meno di 9 mesi nella Voenno Morskoj Flot Rossijskoj Imperii. Fu completata all'inizio del settembre 1904 ed entrò in servizio senza aver effettuato test completi in mare. Di conseguenza, l'equipaggio aveva scarsa conoscenza della nave.
Il 26 settembre 1904 la Knâz Suvorov partecipò ad una dimostrazione per lo zar. Il 2 ottobre lasciò il Mar Baltico in direzione dell'Estremo oriente assieme al resto del Secondo Squadrone del Pacifico ai comandi dell'ammiraglio Zinovij Petrovič Rožestvenskij, che scelse la Knâz Suvorov come nave ammiraglia. Il viaggio, lungo e ricco di insidie, sarebbe durato 9 mesi e avrebbe portato le navi russe lungo la costa occidentale dell'Africa.
La flotta arrivò in Danimarca il 4 ottobre, dove si fermò per riparazioni. La rompighiaccio Yermak, nell'avvicinarsi al porto danese iniziò ad effettuare manovre pericolose, tanto che le altre navi spararono numerosi colpi davanti alla sua prua finché non si fermò. La Yermak tornò a Liepāja.
A Madagascar le navi della flotta si sovraccaricarono di carbone per ordine di Rožestvenskij, che non voleva perdere tempo a rifornirsi da navi neutrali durante il viaggio in Asia. Le navi si trovarono con un dislocamento superiore a quello di progetto, tanto che la parte di scafo maggiormente corazzata sprofondò sotto la linea di galleggiamento, lasciano esposta solo la parte meno difesa. Questo si sarebbe rivelato fatale nel corso della successiva battaglia di Tsushima: la maggior parte dei colpi sparati dalle navi giapponesi colpì proprio la parte di scafo più debole, quella al di sopra della linea di galleggiamento: le corazzature erano sott'acqua.
Durante la battaglia di Tsushima la Knâz Suvorov, come nave ammiraglia di Rožestvenskij, guidava la linea di battaglia russa ed aprì il fuoco con la torretta di prua contro la Mikasa, l'ammiraglia della flotta avversaria, riuscendo a mettere a segno i primi colpi della battaglia. Il comandante della flotta giapponese, l'ammiraglio Tōgō Heihachirō, ordinò alla Mikasa ed alla Asahi di aprire il fuoco contro Knâz Suvorov, che a causa della sua posizione in testa alla linea di battaglia russa era un obiettivo importante. La Knâz Suvorov fu centrata da un colpo da 305 mm (12"), che distrusse una delle torrette principali e inondò di schegge il ponte di comando, causando il ferimento e la morte di molti ufficiali. Il colpo inoltre recise le condotte del sistema antincendio della nave. Circa un'ora dopo l'inizio della battaglia, un altro colpo giapponese danneggiò il sistema di virata della nave, costringendo la Knâz Suvorov ad eseguire una brusca virata tanto da rischiare l'urto con le navi che la seguivano, la Sissoi Veliky e la Navarin, per poi riuscire a portarsi fuori dalla linea di battaglia con un movimento circolare. Circa un quarto d'ora dopo, un ulteriore colpo centrò la torre di comando, ferendo il capitano, uccidendo il timoniere e lasciando Rožestvenskij privo di sensi.
La Knâz Suvorov iniziò ad allontanarsi in direzione sud-ovest, procedendo a circa 9 nodi (17 km/h), ma presto cadde nuovamente sotto il fuoco di diverse navi giapponesi.

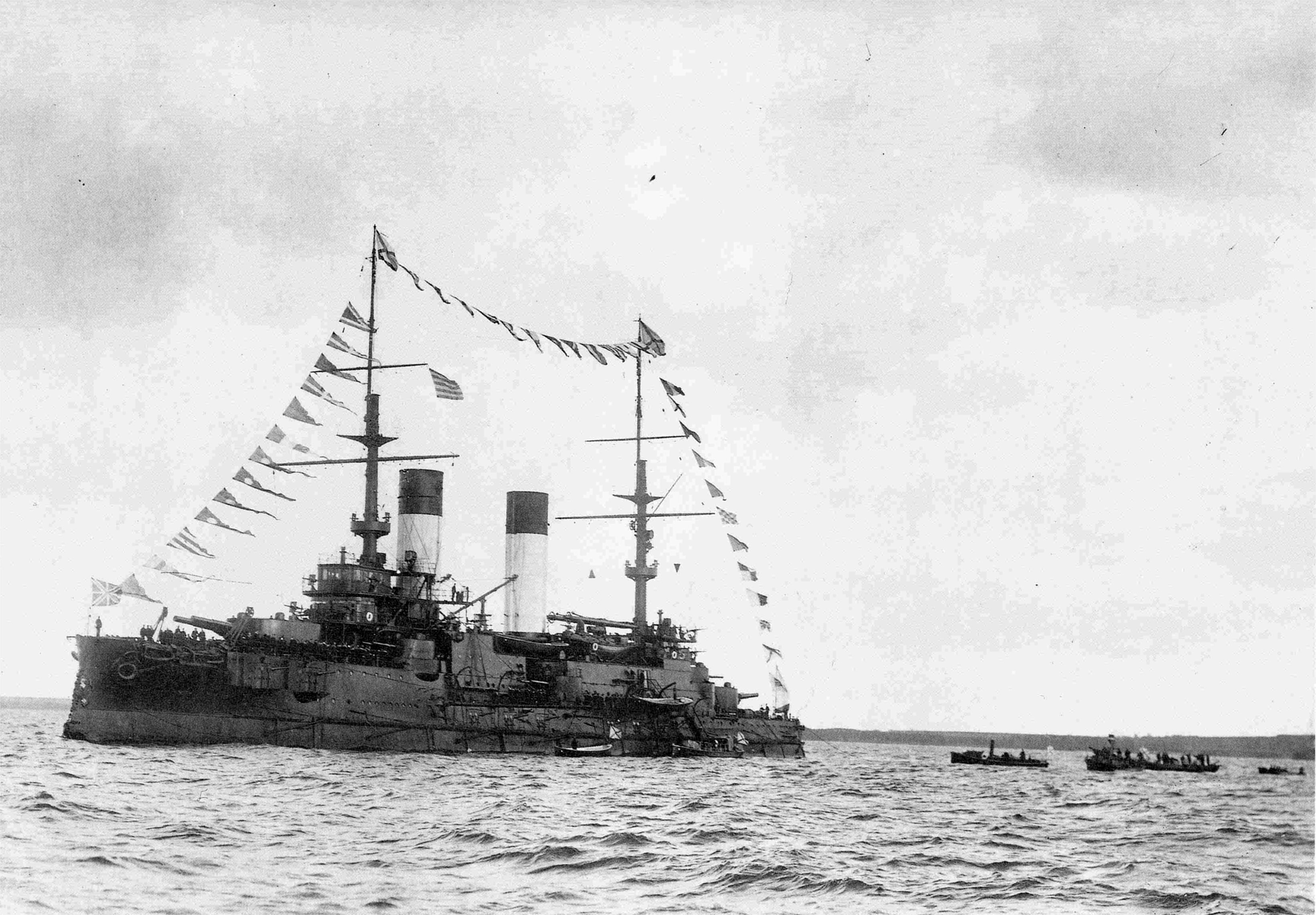
La Knâz Suvorov in navigazione, 26 settembre 1904

Il capitano della Imperator Aleksndr III decise di ripetere la manovra eseguita dalla Retvizan durante la battaglia del Mar Giallo nel tentativo di salvare la Cesarevič , e virò in direzione della linea di battaglia giapponese. Tale manovra riuscì a distrarre le navi nemiche, consentendo alla Knâz Suvorov di nascondersi nella nebbia ed al suo equipaggio di lottare contro gli incendi. Con la 3ª Divisione dell'ammiraglio Nikolai Nebogatov, vecchie navi da difesa costiera, a tenere occupati gli incrociatori corazzati giapponesi che Tōgō aveva inviato ad affondare le rimanenti navi da battaglia russe, la Knâz Suvorov e la Imperator Aleksandr III riuscirono ad estinguere gli incendi. Poco dopo, la Knâz Suvorov si ricongiunse alla coda della linea di battaglia russa, ma non potendo rimanere a lungo in formazione, si staccò nuovamente e si avviò in direzione sud. Alcuni minuti dopo, in suo soccorso arrivò il cacciatorpediniere Bychok, che prese a bordo la maggioranza degli ufficiali della Knâz Suvorov tra cui lo stesso Rožestvenskij, lasciando al comando della nave un aspirante guardiamarina, per poi andare a soccorrere l'equipaggio della Oslyabya. Mentre la Bychok si allontanava all'orizzonte, quattro torpediniere del 11ª Squadriglia siluranti giapponese circondarono la Knâz Suvorov, che in quel momento si trovava a 15 km dal resto della flotta russa. L'aspirante guardiamarina al comando della Knâz Suvorov cercò di respingere le torpediniere con l'unica arma ancora funzionante, un cannone da 75 mm (3") posto a poppa della nave. Gravemente ferito, l'aspirante guardiamarina trasportò lui stesso a braccia i proiettili dal magazzino al cannone, ma non riuscì a fermare l'attacco. Nei momenti successivi, un siluro da 450 mm (18") e dai due ai quattro da 360 mm (14") colpirono la nave. La Knâz Suvorov fu avvolta da fumo giallo ed iniziò ad affondare. Sopravvissero 20 uomini dell'equipaggio, oltre a quelli già salvati dalla Bychok.